# Telegram (Lied)
Telegram war der deutsche Beitrag zum Eurovision Song Contest 1977, der von Silver Convention in englischer Sprache gesungen wurde. Telegram war der erste deutsche Beitrag im Eurovision Song Contest, der komplett in englischer Sprache gesungen wurde.

## Musik und Text
Der Popsong nimmt Elemente der zu dieser Zeit beliebten Disco-Musik auf. Der Text handelt davon, dass einer geliebten Person ein Telegramm geschickt werden muss, um sie zu sich zu bringen.

## Entstehung und Rezeption
Silver Convention bestand zu dieser Zeit aus der Österreicherin Penny McLean (geb. Gertrude Wirschinger), der Deutsch-Amerikanerin Ramona Wulf (geb. Ramona Kraft) und der Amerikanerin Rhonda Heath. Sie galten mit einer Reihe großer Disco-Hits in Kontinentaleuropa, Skandinavien, Großbritannien und den USA als die wohl etablierteste und bekannteste teilnehmende Gruppe des Jahres. Alle diese Songs wurden von demselben Team verfasst und produziert wie ihr Eurovision-Beitrag, Sylvester Levay und Michael Kunze. Das Lied erreichte Platz 27 in Deutschland und war sieben Wochen chartplatziert; in Schweden war es mit Platz vier hingegen die erfolgreichste Single der Gruppe. Im flämischen Teil Belgiens erreichte es Platz 26.

## Beim Eurovision Song Contest
Im Jahr des Disco-Booms verzichtete der mit der Organisation betraute HR auf einen Vorentscheid und buchte – nicht zuletzt als Reaktion auf die eher erfolglosen Vorjahre – Silver Convention. Die Verantwortlichen orientierten sich am britischen Vorjahressieger Brotherhood of Man. Am 9. März 1977 trat die Gruppe bei Wie hätten Sie’s denn gern? von Hans-Joachim Kulenkampff erstmals mit dem Song auf. Die Sprachenregel galt 1977 wieder beim Eurovision Song Contest, vier Jahre nachdem sie 1973 fallengelassen worden war; jedes Land musste erneut in einer seiner Amtssprachen singen, im Fall Silver Convention in Deutsch. Allerdings hatten sowohl Deutschland als auch Belgien ihre jeweiligen Einträge bereits ausgewählt, als die EBU die Regel wieder einführte. Daher durften Silver Convention und Dream Express mit einer Ausnahmeregelung ihre Lieder auf Englisch singen.
Telegram wurde beim Eurovision Song Contest an sechster Stelle aufgeführt (nach der Norwegerin Anita Skorgan mit Casanova und vor der Luxemburgerin Anne-Marie B. mit Frère Jacques). Dirigent war Ronnie Hazlehurst. Am Ende der Abstimmung hatte der Song 55 Punkte erhalten und belegte in einem Feld von 18 Teilnehmern den 8. Platz. Das Thema der Choreographie war „Verbindung“, auch im Tanz der Sängerinnen; mit Morsezeichen wurde im Song, insbesondere am Anfang die kommunikative Verbindung symbolisiert, dargeboten auf einer Morsetaste. Die Choreografie wurde später ebenso gelobt wie die bonbonfarbenen Kostüme der Sängerinnen, auch wenn musikalisch nur der Platz im Mittelfeld blieb. Als Gründe wurden die wieder eher klassischen Klänge des ESC 1977 ausgemacht; es siegte Marie Myriam mit dem Chanson L’oiseau et l’enfant. Aber auch die belgische Disco-Konkurrenz Dream Express, die bei ähnlicher Kostümierung eine Sängerin mehr aufbot, wurde genannt.

## Coverversionen
Coverversionen existieren von Janni in dänischer und von Hana Zagorová in tschechischer Sprache.